# Каландрита велика
Каландри́та велика (Stigmatura budytoides) — вид горобцеподібних птахів родини тиранових (Tyrannidae). Мешкає в Центральній і Південній Америці.

## Опис
Довжина птаха становить 15 см. Верхня частина тіла сірувато-зелена, над очима жовті «брови», на обличчі вузька чорна «маска». Крила і хвіст темно-сірі, на крилах широкі білі смуги, хвіст направлений догори, на кінці білий. Дзьоб чорний. У представників підвиду S. b. flavocinerea забарвлення дещо тьмяніше, груди оливкові, біла смуга на хвості відсутня. Представники підвиду S. b. gracilis вирізняються меншими розмірами.

## Підвиди

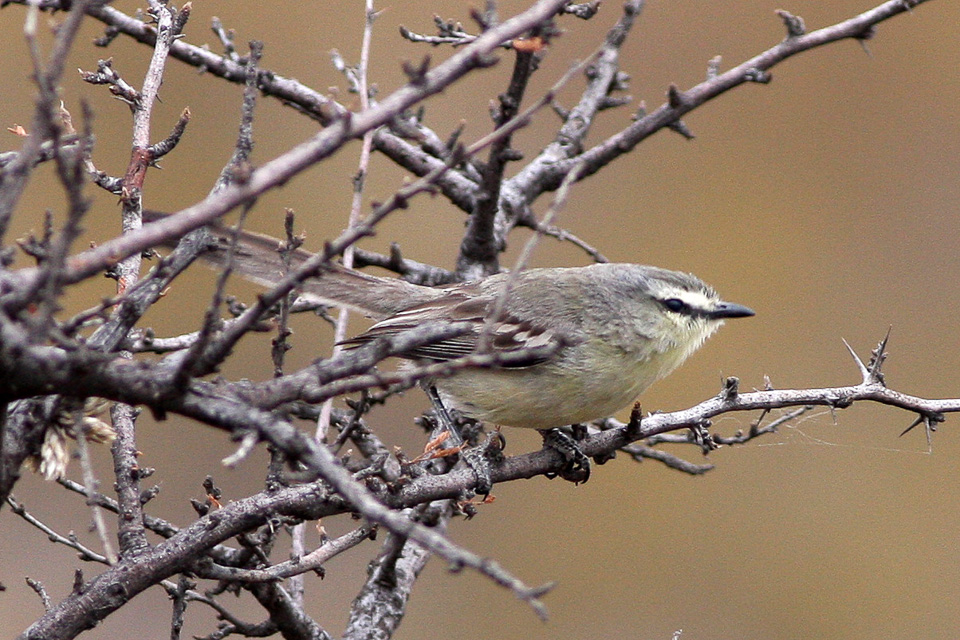
Велика каландрита

Виділяють чотири підвиди:
- S. b. budytoides (d'Orbigny & Lafresnaye, 1837) — північ Центральної Болівії (Кочабамба, західний Санта-Крус, північна Чукісака);
- S. b. inzonata Wetmore & Peters, JL, 1923 — Південно-Східна Болівія, Західний Парагвай і Північно-Західна Аргентина (від Жужуя на схід до Чако і на південь до Кордови і Сан-Луїса);
- S. b. flavocinerea (Burmeister, 1861) — Центральна Аргентина (від Мендоси, Кордови і Буенос-Айреса на південь до Чубута);
- S. b. gracilis Zimmer, JT, 1955 — Північно-Східна Бразилія (Пернамбуку, Баїя, Алагоас, південна Сеара, південний схід Піауї, північ Мінас-Жерайсу).

Деякі дослідники виділяють підвид S. b. gracilis у окремий вид Stigmatura gracilis.

## Поширення і екологія
Великі каландрити мешкають у Болівії, Парагваї, Аргентині та Бразилії. Вони живуть у сухих тропічних чагарникових заростях і рідколіссях чако і каатинги, в галерейних лісах та в саванах серрадо. Зустрічаються парами, в регіоні Чако на висоті до 2700 м над рівнем моря, переважно на висоті до 1000 м над рівнем моря, в регіоні каатинги на висоті до 500 м над рівнем моря. Живляться комахами, яких шукають серед рослинності та на землі. Сезон розмноження триває з листопада по травень. Гніздо чашоподібне, робиться з гілочок, розміщується в колючих чагарниках на висоті до 1 м над землею. У кладці 2—3 яйця.